# NGC 6312
NGC 6312 est une vaste et lointaine galaxie elliptique compacte située dans la constellation d'Hercule. Sa vitesse par rapport au fond diffus cosmologique est de 10 471 ± 37 km/s, ce qui correspond à une distance de Hubble de 154,4 ± 10,8 Mpc (∼504 millions d'al). NGC 6312 a été découverte par l'astronome français Édouard Stephan en 1879.